# Cornelia Politová
Cornelia Politová, nepřechýleně Cornelia Polit (* 18. února 1963, Teutschenthal) je bývalá východoněmecká plavkyně. Na olympijských hrách 1980 v Moskvě získala stříbrnou medaili v závodě na 200 metrů znak.